# کلوسن لئوپولدسدورف
کلوسن لئوپولدسدورف (به آلمانی: Klausen-Leopoldsdorf) یک منطقهٔ مسکونی در اتریش است که در ناحیه بادن واقع شده‌است. کلوسن لئوپولدسدورف ۱٬۴۸۱ نفر جمعیت دارد.